# Pamela E. Harris
Pamela Estephania Harris (sinh ngày 28 tháng 11 năm 1983) là một nhà toán học, nhà giáo dục và người ủng hộ nhập cư người Mỹ gốc México. Cô là một giáo sư trợ lý tại Trường đại học Williams ở Williamstown, Massachusetts và nhà đồng sáng lập của nền tảng trực tuyến Lathisms. Cô cũng là một biên tập viên cho blog cố vấn điện tử của Hội Toán học Hoa Kỳ (AMS).

## Cuộc đời và sự nghiệp
Harris di cư cùng gia đình từ México đến Hoa Kỳ năm 8 tuổi. Năm cô 12 tuổi, họ trở về México trước khi định cư tại Wisconsin. Do Harris không có giấy tờ, cô không thể học đại học. Thay vào đó, cô học tại Cao đẳng Kỹ thuật Vùng Milwaukee, nơi cô có được hai bằng liên kết. Sau khi cô kết hôn với một công dân Hoa Kỳ và tình trạng nhập cư của cô thay đổi, cô chuyển đến Đại học Marquette và lấy bằng cử nhân toán học. Cô tiếp tục hoàn thành bằng thạc sĩ và trở thành tiến sĩ tại Đại học Wisconsin-Milwaukee vào năm 2012. Luận án tiến sĩ của cô được giám sát bởi Jeb F. Willenbring. Harris là một thành viên của Project NExT (Dự án Kinh nghiệm mới trong giảng dạy) vào năm 2012. Cô trở thành Thành viên Nghiên cứu Davies tại Học viện Quân sự Hoa Kỳ. Năm 2016, cô là trợ giáo sư tại Trường đại học Williams.
Harris nghiên cứu tổ hợp đại số, đặc biệt là cách biểu diễn đại số Lie. Để hiểu được cách biểu diễn này, cô nghiên cứu các hàm phân vùng vectơ, cụ thể là hàm phân vùng Kostant. Cô cũng quan tâm đến lý thuyết đồ thị và lý thuyết số. Năm 2016, cô đồng sáng lập một nền tảng trực tuyến có tên Lathisms nhằm mục đích thúc đẩy sự đóng góp của người Mỹ Latinh và Tây Ban Nha trong toán học.

## Công nhận
Năm 2019, Harris giành Giải Henry L. Alder của Hiệp hội Toán học Hoa Kỳ (một giải thưởng giảng dạy quốc gia cho giảng viên trẻ) vì sự hướng dẫn của cô đối với việc nghiên cứu đại học và cho "sự ủng hộ quyết liệt cho một cộng đồng toán học đa dạng và toàn diện". Cô cũng nhận Giải Cố vấn Giảng viên từ Hội đồng Nghiên cứu Đại học.
Cô được mời làm diễn giả toàn thể cho Hiệp hội Toán học Hoa Kỳ tại Cuộc họp Toán học chung 2019. Năm 2019, cô là diễn giả chính tại hội nghị quốc gia của SACNAS (Hiệp hội vì sự tiến bộ của người Chicano / Tây Ban Nha và người Mỹ bản địa trong khoa học).
Năm 2018, Harris xuất hiện trong cuốn sách Power in Numbers: The Rebel Women of Mathematics.